# Цюрихские четвёрка и шестёрка
Цюрихские четвёрка и шестёрка (англ. Zürich 4 and 6) — первые эмитированные в континентальной Европе почтовые марки, которые были выпущены кантоном Цюрих 1 марта 1843 года.

## Описание
1 марта 1843 года кантоном Цюрих были эмитированы две почтовые марки номиналом 4 раппена и 6 раппенов. На марках изображены цифры номинала (чёрная печать на красном фоне).
На обеих марках сверху была надпись нем. «Zürich» («Цюрих»).
На марке номиналом 4 раппена также была надпись нем. «Local-Taxe» («Местный тариф») внизу, поскольку она предназначалась для оплаты писем, отправляемых по почте в пределах города, а марка номиналом 6 раппенов с надписью «Cantonal-Taxe» («Кантональный тариф») предназначалась для использования на письмах, отправляемых в пределах всего кантона.
Обе марки были изъяты из обращения 30 сентября 1854 года.
Известны новоделы этих марок.